# 卡卡提亞王朝濕婆神廟
卡卡提亞王朝濕婆神廟 (Ramappa Temple) 是位于印度南部特伦甘纳邦的一座濕婆神廟。它距离瓦朗加尔66公里，距离海德拉巴209公里。寺庙里的碑文可以追溯到公元1213年，該碑文表示寺廟是由一位卡卡提亞王朝将军建造。2021年7月25日，该寺庙被列为世界遗产。